# China Minsheng Bank
China Minsheng Banking Corporation (кит. трад. 中國民生銀行, упр. 中国民生银行, пиньинь Zhōngguó Mínshēng Yínháng, палл. Чжунго Миньшэн Иньхан, CMBC) — китайский коммерческий банк, 12-й крупнейший банк КНР по размеру активов и 23-я крупнейшая публичная компания страны и в числе 40 крупнейших банков мира. Основан 12 января 1996 года. В списке крупнейших публичных компаний мира Forbes Global 2000 за 2019 год CMBC занял 114-е место, в том числе 198-е по выручке, 84-е по чистой прибыли, 43-е по активам и 406-е по рыночной капитализации. В списке Fortune Global 500 занимает 232-е место. Известен как первый банк в КНР, созданный без участия госструктур. Штаб-квартира расположена в Пекине, банку также принадлежит второе самое высокое здание в Ухане, 331-метровый небоскрёб Minsheng Bank Building.

## История
Основатель банка, Цзин Шупин (Jing Shuping), родился в 1918 году в городе Шанхай, в 1939 году закончил основанный британцами в Шанхае Университет Сент-Джон. После Китайской революции занимал высокие посты в государственных органах Китайской Народной Республики, в частности был директором инвестиционной корпорации CITIC. В 1996 году основал первый частный банк в КНР, China Minsheng Bank, а также первые частные юридическую и аудиторскую фирмы. В 2000 году China Minsheng Bank вышел на Шанхайскую фондовую биржу. В 2006 году Цзин Шупин подал в отставку с поста председателя совета директоров, до самой смерти в 2009 году оставаясь почётным председателем банка. В 2009 году банк провёл первичное размещение акций на Гонконгской фондовой бирже.
В 2017 году было объявлено, что банк потерял более $400 млн вкладов 150 клиентов. Также в 2017 году рост банка сильно замедлился из-за возрастания ставки межбанковского кредитования в КНР — среди крупных китайских банков China Minsheng Bank имеет самое низкое отношение принятых депозитов к выданным кредитам, и, таким образом, больше других зависит от заимствования у других банков (розничные депозиты обычно являются наиболее дешёвым способом пополнения капитала банка); кроме этого доля беспроблемных кредитов (Tier 1 Capital) составляет всего 75 %, что также один из самых низких показателей, в то время как доля просроченных кредитов — одна из самых высоких.
По состоянию на конец 2022 года совокупные активы China Minsheng Bank достигли 7,26 трлн юаней, а чистые активы составили почти 600 млрд юаней. Остаток инклюзивных кредитов, выданных малым и микро предприятиям банком Minsheng, на конец сентября 2023 года превысил 700 млрд юаней (98,59 млрд долл. США).

## Деятельность
Основным направлением деятельности является обслуживание малого бизнеса, это даёт около 58 % выручки, на розничный банкинг приходится 27 % выручки, ещё 13 % — на казначейские услуги. Сеть банка включает более 3000 отделений во всех частях материкового Китая, также есть представительство в Гонконге. Крупнейшим акционером является страховая компания Dajia Life Insurance (22 % акций).
Более половины активов банка составляют выданные кредиты (3,85 трлн из 6,95 трлн юаней на конец 2020 года), почти 2 трлн юаней приходится на финансовые инвестиции. Из пассивов принятые депозиты клиентов составляют 3,728 трлн юаней, ещё 1,1 трлн юаней составляют депозиты от банков и других финансовых институтов; проблему нехватки депозитов банк начал решать за счёт выпуска корпоративных облигаций, на конец 2018 года их было выпущено на 675 млрд юаней, в начале 2019 года была проведена новая крупная их эмиссия (бессрочные облигации под 4,75 %).
|                     | 2005  | 2006  | 2007  | 2008  | 2009  | 2010  | 2011  | 2012  | 2013  | 2014  | 2015  | 2016  | 2017  | 2018  | 2019  | 2020  |
| ------------------- | ----- | ----- | ----- | ----- | ----- | ----- | ----- | ----- | ----- | ----- | ----- | ----- | ----- | ----- | ----- | ----- |
| Выручка             | 12,82 | 17,44 | 25,27 | 34,97 | 42,04 | 54,67 | 82,20 | 102,9 | 116,1 | 135,0 | 153,8 | 154,1 | 141,9 | 154,2 | 177,7 | 181,8 |
| Чистая прибыль      | 2,738 | 3,758 | 6,335 | 7,885 | 12,10 | 17,58 | 27,92 | 37,56 | 42,28 | 44,55 | 46,11 | 47,84 | 50,92 | 50,33 | 53,82 | 34,31 |
| Активы              | 577,8 | 725,1 | 918,8 | 1054  | 1426  | 1824  | 2229  | 3212  | 3226  | 4015  | 4521  | 5896  | 5902  | 5995  | 6682  | 6950  |
| Собственный капитал | 15,47 | 19,31 | 50,19 | 54,67 | 88,89 | 104,1 | 129,6 | 163,1 | 197,7 | 240,1 | 301,2 | 342,6 | 379,0 | 420,1 | 518,8 | 529,5 |